# 港鐵車站指南

港鐵東鐵線火炭站、馬場站、大學站新版車站指南，為2010年6月版本。

車站指南（英語：Station Information）為港鐵在旗下市區綫車站及高速鐵路（香港段）的香港西九龍站（含深圳地铁4号线及深圳地铁13号线車站）免費派發的車站資訊單張，由前地鐵和九廣鐵路的街道圖演變而成。由2007年12月2日起將地鐵街道圖及其他資料合併而成為每個車站一式一份的免費單張──車站指南。而前九鐵部分之車站指南則於2008年2月1日推出。
車站指南印製的目的是為指引不熟悉該區地方的乘客而設，而車站指南中的頭尾班車資料是提醒一些早出夜歸的市民知道在何時之前須上車，而港鐵並沒有宣傳，現時大多只有香港的鐵路迷較為清楚車站指南的存在。

## 索取途徑
乘客可到車站內的客務中心向職員索取車站指南。車站職員會擺放部分車站指南於資訊台（黃竹坑、利東及海怡半島站）／售票大堂（香港西九龍站）／客務中心（其他車站，輕鐵除外）的單張架上，供乘客任意索取。
前地鐵曾推出一項服務，如果個別市民欲索取全綫的街道圖（現車站指南），可致電或電郵至地鐵（現港鐵）索取，報上地址，不用交郵費就可索取有關單張。港鐵為免此服務被濫用，所以現時，港鐵公司會以“由於有關指南數量有限，為方便有需要的乘客及讓更多乘客可以取閱，我們已將大部份的車站指南置於所屬車站，供乘客索取，只預留少量作備用。然而，備用指南現已用罄，抱歉未能提供予您。事實上，港鐵公司已在公司網站上載有關港鐵車站指南及相關資料，乘客亦可登入網頁隨時瀏覽及查閱”為由拒絕乘客索取車站指南申請。但於深圳運營的港铁（深圳）轨道交通龙华线之車站指南不受所限。

## 封面設計

港鐵屯馬線（前西鐵線）兆康站、天水圍站、朗屏站新版車站指南，為2010年6月版本。

港鐵屯馬線（前馬鞍山線）恆安站、馬鞍山站、烏溪沙站新版車站指南，為2010年6月版本。

由每個車站的背景顏色為底色，而每個站中文名字均以書法形式顯示，而在左下角有一個約二分之一的圓形，而該圓形會有當站附近名勝古蹟的相片。
- 前九鐵的路綫的車站之車站指南中，該圓形會為當路綫沿途名勝古蹟的相片，而底色也大為相同：
  - 東鐵綫：初期全綫車站指南底色為藍色，封面圖片為新界寺廟、香港鐵路博物館及圍村舞獅（九龍塘站除外））。
  - 西鐵綫：初期全綫車站指南底色為桃紅色，封面圖片為香港濕地公園及青松觀 （美孚站至尖東站一段除外，而紅磡站則使用東鐵綫的設計）。
  - 馬鞍山綫：初期全綫車站指南底色為棕色，封面圖片為車公廟及曾大屋，並改成單封面設計（大圍站使用東鐵綫的設計）。

隨著港鐵於2010年6月13日起調整票價，全線車站指南亦會更新，不少前九鐵的路綫的車站之車站指南趁更換新版而有獨特的設計。
- 東鐵綫：大部份車站指南換上新底色（大圍站除外），其中大圍站、粉嶺站、上水站、羅湖站更換上新的封面圖片。
- 西鐵綫：所有車站指南已換上新底色（柯士甸站除外）及更換上新的封面圖片。
- 馬鞍山綫：全線車站指南已換上新底色及封面圖片。
- 另外港鐵有部份車站色調為白色，為避免撞色，所以會以灰色為底色（油麻地站除外，因油麻地站主調顏色為灰色）：
  - 觀塘綫：觀塘站、牛頭角站、九龍灣站
  - 東涌綫：香港站、九龍站、欣澳站
- 另外港鐵有部份車站指南的封面顏色同月台色調不相同
  - 太和站、羅湖站、落馬洲站、柯士甸站、迪士尼站

隨著港鐵於2011年6月19日起調整票價，所有車站指南封面均會印上生效日期，以茲識別；而東鐵綫紅磡站、旺角東站、沙田站、大學站、太和站、羅湖站及落馬洲站指南再一次更新換上新底色，而紅磡站、旺角東站、沙田站、火炭站、大學站、大埔墟站、太和站更換上新的封面圖片，不少東鐵綫車站之車站指南趁更換新版而有獨特的設計。
隨著港鐵於2012年6月17日起調整票價，全線車站指南亦會更新。部份車站已於2012年6月11日首先推出新版車站指南；不過因長者及合資格殘疾人士公共交通票價優惠計劃尚未推行而少量印製；而隨著港鐵於同年6月28日起推出長者及合資格殘疾人士公共交通票價優惠計劃，所有車站指南封面均會印上生效日期（日期之底色由白色轉為黃色），以茲識別，並大量印製；而西鐵綫柯士甸站指南更新換上新底色。
隨著港鐵於2013年6月30日起調整票價，全線車站指南亦會更新。部份車站已於2013年6月25日首先推出新版車站指南，所有車站指南封面均會印上生效日期（日期之底色同樣為黃色），以茲識別；而迪士尼綫迪士尼站指南更新換上新底色。
隨著港鐵於2014年6月29日起調整票價，全線車站指南亦會更新。部份車站已於2014年6月26日首先推出新版車站指南，所有車站指南封面均會印上生效日期（日期之底色同樣為黃色），以茲識別；而個別車站指南底色會稍作調整，地圖指示亦會重新編排。
隨著港鐵西港島綫於2014年12月28日起啟用，全線車站指南會採用新封面設計，毛筆字使用幼筆書寫。部份車站已於2014年12月13日首先推出新版車站指南，但封面不會印上生效日期，及不再提供車費資料，但由於西營盤站尚未啟用，港鐵路綫圖中西營盤站下有一個藍色的方格，上面標示着「西營盤站於2015年首季啟用」。香港站及九龍站車站指南的書法字首次加入「站」字，即「香港站」及「九龍站」。
隨著港鐵西港島綫的西營盤站於2015年3月29日起啟用，港鐵路綫圖中西營盤站上面標示着「西營盤站於2015年首季啟用」的藍色的方格的被移除。部份車站已於2015年3月18日首先推出新版車站指南，右上方用淺灰色標示着「生效日期 03/2015」，香港站及九龍站車站指南的書法字回復沒有「站」字，即回復「香港」及「九龍」。此外，迪士尼站車站指南的色系由迪士尼站主要色系墨綠色轉為迪士尼綫的主要色系-粉紅色。
隨著觀塘綫延綫、南港島綫相繼通車，車站指南根據舊版本再度更改設計，更改日期顯示的方法。
隨著高速鐵路（香港段）於2018年9月23日起啟用，全線車站指南會採用新封面設計，毛筆字使用幼筆書寫。部份車站已於2018年9月1日首先推出新版車站指南，封面會印上生效日期「生效日期 09/2018」。香港西九龍站也有車站指南可供索取。
隨著屯馬綫一期於2020年2月14日起啟用，全線車站指南會採用新封面設計。封面會印上生效日期「生效日期 02/2020」。

## 車站指南內資料
前地鐵沿綫及現時前九鐵沿綫各站車站指南
- 街道圖
- 車站附近主要地方、住宅、公共服務及設施、學校資料*
- 車站附近建築物資料（只適用於馬場站）
- 車站公共交通資料*
- 殘疾人士進出車站安排的資料
- 站內車站結構圖、商店指南*
- 港鐵路綫圖
- 該車站之車費表（2014年12月起版本不再提供）
- 該車站的列車服務時間*
- 該車站查詢資料
- *：馬場站除外

前九鐵沿綫各站車站指南（2007年12月－2008年9月版）
- 街道圖
- 車站附近主要地方、住宅、公共服務及設施、學校資料
- 車站包皮交通資料

## 歷史

### 前地鐵（地下鐵路）

#### 乘車指南
地下鐵路通車初期，曾印製名為「乘車指南」的刊物，教導乘客使用地下鐵路，可說是地下鐵路指南甚至是將來的街道圖（車站指南）的雛型。

#### 地下鐵路指南
地下鐵路指南於1980年首次出版，直至1995年，共有14本不同年份出版的地下鐵路指南。首本地下鐵路指南在書店或報攤以當時的港幣1元對外售賣，直至第2版開始，所有地下鐵路指南於各個地鐵站的票務處／補票處（現為客務中心）免費派發。
地下鐵路指南的內容主要是教導乘客乘搭地下鐵路的方法，並有車程及車費資料、車站附近街道圖及接駁交通等資料。

#### 附近街道圖／街道圖
街道圖初時名為「附近街道圖」（Adjacent Location Map），在1990年代中開始派發。當時的街道圖為無摺式單張，直至東涌綫通車後才改為摺單張設計。當時的單張封面為綠色設計，而封面開始印有該車站名的書法字，即使該站月台未印有書法字也是如此。單張最初仍名為「附近街道圖」，後期開始改名為「街道圖」（Location Map）。
2001年中，封面改為兩鐵合併前的最後一款，印有車站名書法字及三幅車站附近地標的圖片。在九廣西鐵通車後，並逐步於單張內加入站內商店指南（即站內設施分布圖）。
值得一提的是，由南昌站通車至兩鐵合併，該站的街道圖一直是兩鐵共同製作的，例如街道圖地圖為九廣西鐵格式，但印有地鐵式站內設施分布圖及路線圖。唯西鐵方面亦曾自行印製南昌站街道圖，但印製一次後未有更新。

### 前九廣鐵路

#### 乘客指南
2007年12月2日兩鐵合併前的九廣東鐵於1991年5月開始出版乘客指南，免費派發，第一版車站指南名為《九廣鐵路乘客指南》。九廣鐵路更名為九廣東鐵後，《九廣鐵路乘客指南》易名為《九廣東鐵乘客指南》繼續出版。

#### 車站街道圖
由2002年12月起，九鐵開始為各站印製《車站街道圖及資料》（Street Map and Information）單張，但內容只包括車站周邊地圖及大廈列表，沒有其他資訊，並於各站票務處及補票處派發。在九鐵客務中心更有各站《車站街道圖及資料》派發。
2003年12月，西鐵通車，九鐵公司亦印製了西鐵沿線各站的街道圖，惟車站街道圖封面與東鐵車站街道圖及資料不同（以車站外觀圖片為設計），並介紹該站資料及印有該站的圖文簡介，之後便一直沒有為西鐵印製街道圖。
2004年12月，馬鐵通車，《車站街道圖及資料》易名為《車站街道圖》（Local Area Map），而封面也有所改變（以SP1900/1950列車為主題），但內容也是只包括車站周邊地圖及大廈列表，當時乘客可於東鐵客務中心索取各站街道圖及大圍站的乘客資訊中心（已取消）索取馬鐵街道圖。
2005年11月，東鐵街道圖正式統一為馬鐵街道圖封面。

### 車站指南
地鐵與九廣鐵路於2007年12月2日合併成港鐵後，已在合併前數天在部分前地鐵網絡車站推出車站指南。但由於部分車站指南在印製上出現問題（如標示錯誤、車費或出口編號出錯），故在合併後的一兩個星期收起部分車站指南。而欣澳站與迪士尼站在合併初時與前地鐵街道圖一樣，是以合印版的方式推出，唯在二零零七年十二月下旬發現車費表不能顯示兩個車站的不同收費而把兩站的車站指南分開印製。
至於前九鐵網絡車站（不包括九龍塘站、尖東站、南昌站與美孚站四個前兩鐵轉車站）則要在2008年2月才正式派發，與前地鐵車站的車站指南不同之處在於地圖上的圖例與格網格式有點不同，也沒有前地鐵街道圖獨有的站內設施分布圖。
東鐵綫各站及第一城站於2009年1月起推出新版車站指南，當中街道圖轉為前地鐵格式（即以序號標示地圖設施），並重繪為更精確的格式，但部分新版車站街道圖仍未更新任何資料或增加三維圖示，只是格式化，部分車站亦加入了站內商店指南（站內設施分布圖）。九龍南綫通車後，西鐵綫各站之車站指南亦將街道圖格式化，並加入站內商店指南，惟資料已被港鐵修訂過，因此街道圖比東鐵綫等車站更為準確。
2010年3月初，部分車站指南獲重新印製。同時，部分前九鐵網絡車站（不包括尖東站、南昌站與美孚站三個站）的車站指南亦不再使用統一色系和封面。例如兆康站及朗屏站的車站指南，圖片改為車站附近的景點或建築物；封面色系改以車站色系，不再使用西鐵綫統一之青松觀及濕地公園圖片。但九龍塘站、火炭站、大學站及大埔墟站只改用車站色系作封面，紅磡站、旺角東站、沙田站及太和站只改用新色系作封面，而羅湖站則只改用新圖片。
車站會因應該區附近的設施增減而作出更新，而更新月份也會在位置圖的右下角標示，以玆識別。
2017年5月，港鐵首次印製機場站和博覽館站車站指南，機場站以灰色為封面底色，而博覽館站以深藍色作封面底色。

## 收藏文化
自前地鐵推出「附近街道圖」時，受一眾鐵路迷歡迎，在稍後時期更成為了他們的收集對象。由於鐵路迷的目標是把所有車站的街道圖（現稱車站指南）全部一一收藏，所以他們需逐站下車到客務中心索取，甚為麻煩。因此鐵路迷之間會將自己方便索取的車站指南互相交換，另一方面，大量鐵路迷都希望索取全套車站指南。
自從兩鐵合併起，收藏車站指南的文化更加旺盛（特別是調整票價/新路綫通車後），不少身為鐵路迷的網民更於各大討論區交流各站車站指南的存量及收集心得，更有專門討論車站指南的討論區出現

## 資料來源